# Alonzo Church
Alonzo Church, ameriški matematik in logik, * 14. junij 1903, Washington, ZDA, † 11. avgust 1995, Hudson, Summit County, Ohio, ZDA.
Church je diplomiral leta 1924 na Univerzi Princeton, kjer je tudi doktoriral leta 1927 pod mentorstvom Oswalda Veblena. Še kot študent je objavil svoj prvi članek o Lorentzevi transformaciji.
V svojem referatu o monumentalnemu delu Arnauda Denjoya L'enumeration transfinie je napisal: »v tem drugače odličnemu delu je brez vrednosti obravnavan aksiom izbire in Zermelov izrek (str. 5, 110-116), da lahko dobro uredimo vsak razred, ker avtor napačno identificira aksiom izbire s propozicijo da ima vsak neprazen razred enoelementni podrazred.« 
Znan je njegov izrek, ki pravi, da so rekurzivne funkcije edine funkcije, ki se jih lahko mehansko računa. Po izreku aritmetični postopki niso zadovoljivi za odločevanje konsistentnosti aritmetičnih izrekov.